# Гундельфинген-ан-дер-Донау
Гу́ндельфи́нген-ан-дер-До́нау (нем. Gundelfingen an der Donau) — город в Германии, в земле Бавария. 
Подчинён административному округу Швабия. Входит в состав района Диллинген-на-Дунае. Подчиняется управлению Гундельфинген ан дер Донау.  Население составляет 7729 человек (на 31 декабря 2010 года). Занимает площадь 53,97 км². Официальный код  —  09 7 73 136.